# عبد الباري عبد الله دغيش
عبد الباري عبد الله دغيش عبد الله برلماني يمني، عضو في مجلس النواب، عن الدورة البرلمانية 2003-2009 والكتلة البرلمانية للمستقلين عن الدائرة الانتخابية رقم (28) بمحافظة عدن.
بإتفاق سياسي تمددت فترة المجلس لمدة عامين وتمددت لمدة عامين آخرين حتى 2013 حسب إتفاق المبادرة الخليجية .
كان أحد أعضاء النواب الذين حضروا جلسة مجلس النواب الاستثنائية التاريخية في يوم السبت 13 أغسطس 2016 والتي كانت تحت تهديد القصف من دول العدوان على اليمن والقى كلمة رائعة يسجلها له التاريخ استهلها بحديث الرسول ص انما بعثت لأتمم مكارم الاخلاق وذكر فيها دول الخليج بالموقف الإيجابي الذي كان يفترض ان يتخذوه حيال مايحصل في اليمن حقننا للدماء وحقا للجوار